# Tonno in scatola

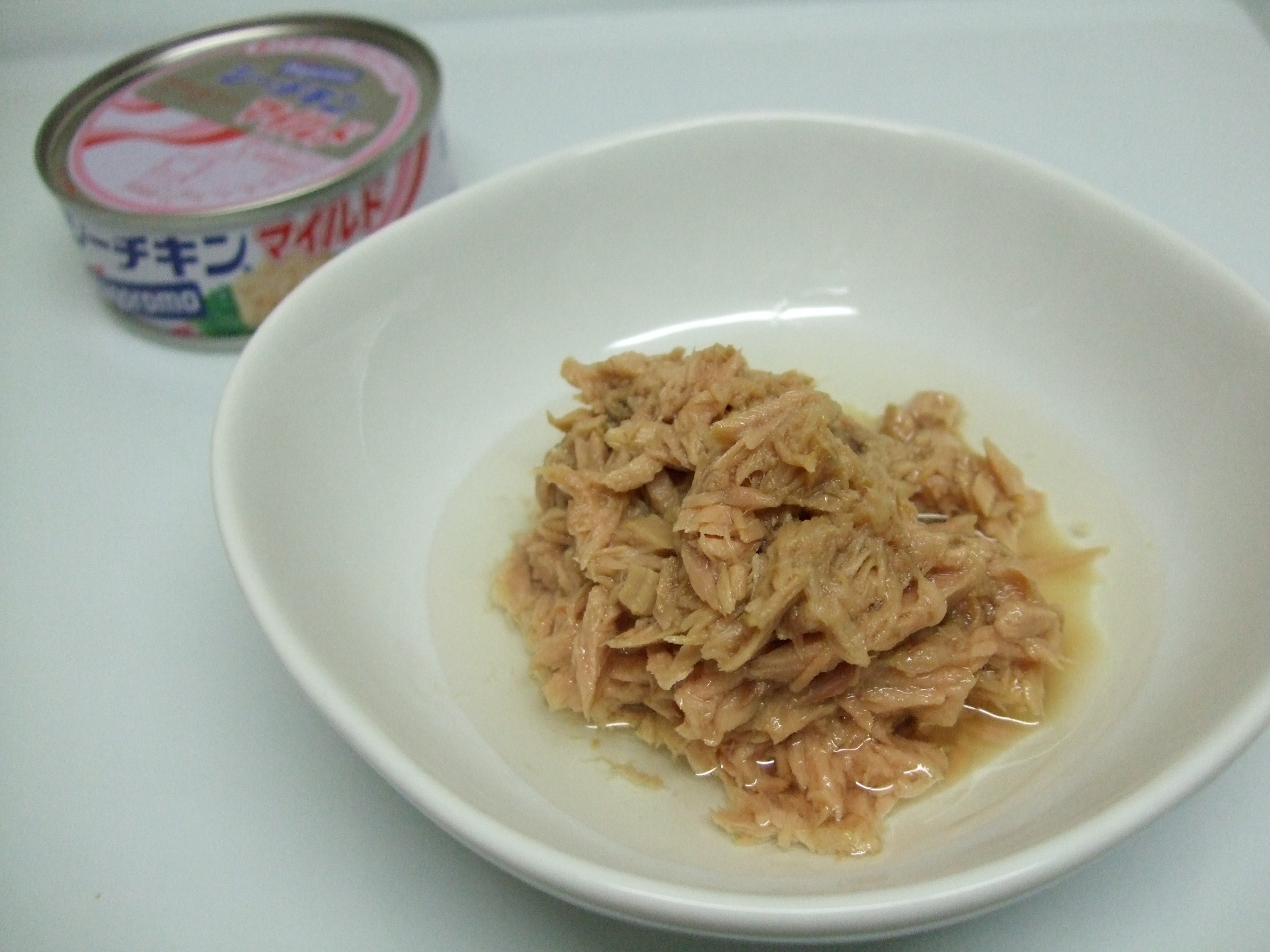
Tonno in scatola servito in un piatto

Il tonno in scatola è una conserva alimentare ittica, generalmente prodotta a livello industriale, il cui consumo è largamente diffuso nel mondo.

## Descrizione

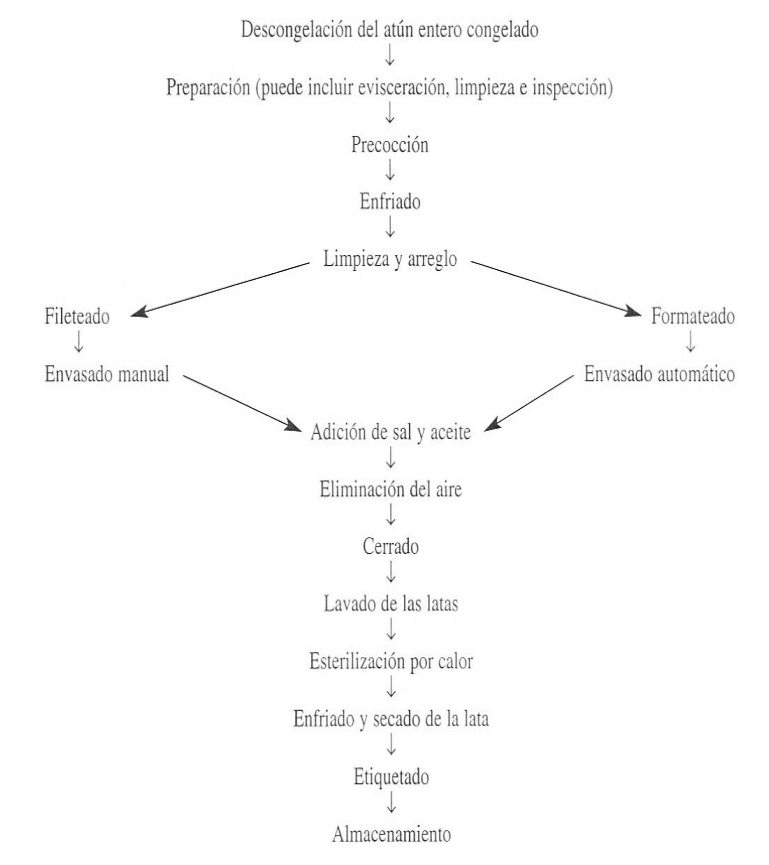
Schema della lavorazione e inscatolamento del tonno (in spagnolo)

Thunnus è un genere di pesci ossei appartenente alla famiglia Scombridae, largamente commercializzato in scatole di latta. Un tempo era utilizzato Thunnus thynnus o tonno rosso; oggi le due specie maggiormente impiegate per il consumo in scatola sono Katsuwonus pelamis (tonnetto striato), e Thunnus albacares (comunemente noto come tonno a pinne gialle).
Il tonno in scatola è un prodotto ricavato dalle operazioni di taglio, cottura in acqua con aggiunta di sale e aromi, sgocciolamento e sterilizzazione del muscolo del pesce. Le versioni presenti in commercio sono sott'olio e al naturale, che si differenziano nell'apporto calorico (sott'olio circa 250 kcal, al naturale 100 kcal per 100 g) e nei valori nutrizionali: alimento proteico, il tonno sott'olio contiene più grassi rispetto a quello al naturale, per la maggior parte insaturi. Nel tonno conservato in olio extravergine di oliva discreta è la quantità di acidi grassi essenziali, gli omega-3 del pesce e gli omega-6 dell'olio.

## Storia
Lo sviluppo delle prime industrie del tonno si ebbe in un'epoca compresa tra il III secolo a.C. e il II secolo d.C. nel Mediterraneo, in particolare nelle coste della Grecia, della Sicilia, della Sardegna, della penisola Iberica e del Nordafrica, dove sorsero le tonniere.
Nel IX secolo nacquero le prime tonnare in Sicilia, un sistema di pesca dei tonni con reti da posta fisse inventato dagli Arabi. I Normanni, che cacciarono i dominatori saraceni dall'isola nell'XI secolo, innovarono il sistema delle tonnare, con la costruzione di impianti - detti marafaraggi - ad esse attigui, per il deposito dei materiali e delle scorte, il ricovero dei natanti, di reti e di sugheri, per la salatura e il confezionamento dei prodotti e lo stoccaggio prima del trasporto. Questo nuovo sistema di produzione attirò molti finanziatori amalfitani, genovesi, pisani, catalani ed ebrei, che giunsero in Sicilia e investirono nel settore.
Le prime conserve di tonno in olio d'oliva comparvero nella Spagna del XV secolo, dove trovavano largo impiego nella cucina sivigliana. Si conservava sott'olio soprattutto la ventresca, la parte più pregiata del tonno, dopo averla sbollentata in acqua di mare e ben asciugata.
Il commercio del tonno sott'olio ebbe maggiore impulso a partire dal XVIII secolo, in modo particolare a Genova, nel cui porto i barili di tonno in olio di oliva divennero merce frequente nei traffici marittimi. Dopo l'assegnazione dei territori dell'ex Repubblica di Genova al Regno di Sardegna nel 1815, numerosi liguri divennero imprenditori delle tonnare sarde e inviavano nell'isola navi cariche di barili di olio che ritornavano ripieni di tonno sott'olio. Le prime industrie del tonno sott'olio furono impiantate nella seconda metà del XIX secolo: Gaetano Valazza, un commerciante originario di Torrazza Coste e titolare di una salumeria a Torino, verso il 1860 aprì a Porto Torres, in Sardegna, una fabbrica di conserve di sorra (pancia del tonno), conservata in scatole di latta secondo il metodo di Appert, ideato in Francia sul finire del Settecento. Il tonno veniva inscatolato in recipienti che ne contenevano 6 kg e la produzione ammontava a 5.000 scatole per un valore complessivo di 12.500 lire. Il Valazza partecipò con questa sua formula innovativa di conservazione del tonno e delle sardine all'Esposizione Nazionale di Firenze del 1861.
Un opificio per la conservazione del tonno rosso sott'olio dopo la bollitura e inscatolamento venne aperto in Sicilia per opera di Ignazio Florio, che nel 1874 acquistò la tonnara di Favignana. I Florio intuirono l'avvenire industriale e commerciale di questo prodotto e svilupparono questo nuovo e dinamico settore conserviero esportando tonno in tutto il mondo. All'Esposizione Nazionale di Palermo del 1891-92, dedicata all'industria, al commercio, all'agricoltura e alle belle arti, la Florio presentò anche innovative scatolette di latta con apertura a chiave.
La moderna industria di trasformazione del tonno si sviluppò a metà degli anni '50 del XX secolo, in concomitanza con l'inizio della pesca industriale nei mari tropicali. Il forte aumento della domanda di conserve di tonno tra la fine degli anni '70 e l'inizio degli anni '80 portò ad un significativo aumento del numero di navi con pesca a circuizione e di conseguenza ad uno sviluppo dell'industria conserviera necessaria a lavorare grandi quantità di materia prima improvvisamente disponibile.
Tra la fine del XX e l'inizio del XXI secolo molte aziende produttrici di tonno in scatola hanno avviato progetti per salvaguardare la sostenibilità ambientale, con la creazione di iniziative e certificazioni ad hoc, finalizzate alla conservazione e alla tutela dell'ecosistema marino e della biodiversità, alla difesa dell'equilibrio tra le risorse e l'attività di pesca, assicurando il naturale rinnovamento, evitando il sovra-sfruttamento, la pesca illegale e accidentale.
Nel 1996 è stata fondata la Marine Stewardship Council (MSC), organizzazione no profit indipendente con un programma di certificazione ecolabel e di pesca, la cui finalità è verificare il rispetto di pratiche di pesca ecosostenibili e assegnare un marchio blu MSC ecolabel a chi soddisfa i criteri di valutazione. Nel 2009 è nata la International Seafood Sustainability Foundation (ISSF), basata su un partenariato che coinvolge scienziati e biologi, le principali aziende di trasformazione del tonno e le ONG ambientali. 
Nel 2016 l'Assemblea generale delle Nazioni Unite ha istituito la Giornata mondiale del tonno, che si celebra annualmente il 2 maggio.

## Economia

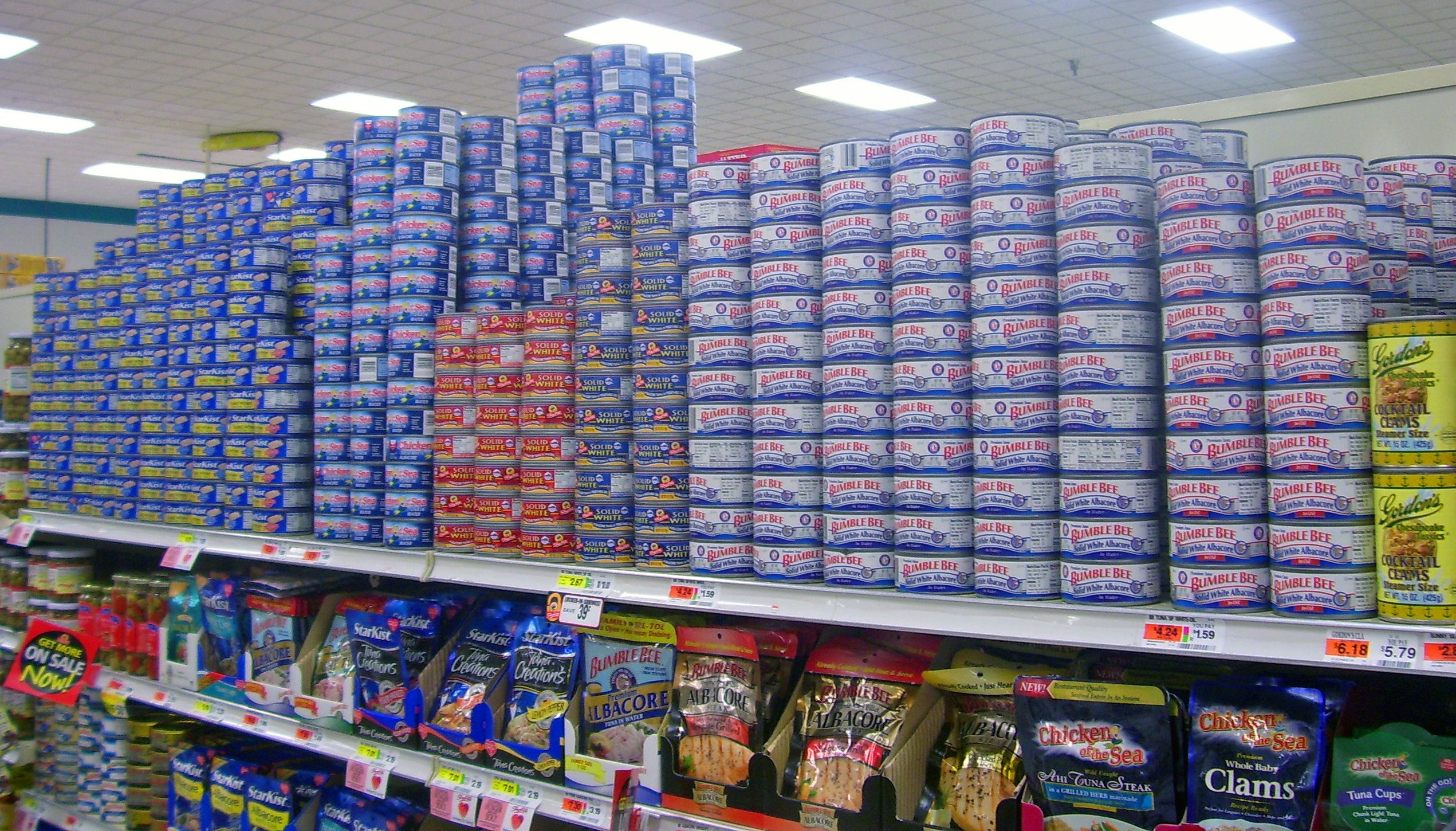
Tonni in scatola nello scaffale di un supermercato

La pesca e la trasformazione del tonno in scatola rappresentano un comparto importante nell'industria alimentare e annualmente genera un volume d'affari di 42 miliardi di dollari a livello mondiale. Più di 80 Paesi praticano la pesca del tonno, e nel 2016 la quantità di pescato è stata pari 4,9 milioni di tonnellate in tutto il pianeta.
Fino alla fine degli anni '70 del XX secolo i principali paesi produttori di tonno in scatola erano Stati Uniti, Spagna, Italia e Giappone.  Nei decenni successivi la produzione nei suddetti paesi andò contraendosi in favore di altri - agevolati peraltro dal costo inferiore della manodopera - quali Tailandia, Ecuador e Filippine, che sono non soltanto i maggiori produttori al mondo, ma pure i maggiori fornitori della materia prima.
Il primo produttore europeo è la Spagna: il 70% del tonno in scatola dell'Unione europea, 343.000 tonnellate annue per un valore di 1,5 miliardi. Il mercato interno spagnolo del tonno in scatola vale 1,3 miliardi, e il 90% delle esportazioni avviene verso gli altri paesi UE.
L'Italia è il secondo produttore e consumatore europeo: secondo i dati relativi al 2018 dell'Associazione Nazionale dei Conservieri Ittici e delle Tonnare (ANCIT), la produzione nazionale è stata di 74.000 tonnellate e il consumo di 153.251 tonnellate pari a circa 2,5 kg pro capite; il settore conta circa 1.500 addetti. Il mercato interno italiano vale 1,3 miliardi. 24.000 tonnellate di prodotto vengono esportate, in prevalenza negli altri paesi UE. L'alimento viene consumato dal 94% della popolazione italiana, di cui il 43% lo mangia ogni settimana.

## Utilizzo
Per la sua versatilità il tonno in scatola si usa nella preparazione di varie portate: da antipasti e contorni (insalata di tonno e fagioli, insalata di tonno) a primi piatti (insalata di pasta, risotto al tonno) e piatti unici (panini imbottiti, tramezzini ecc.).